# Strömmensberg

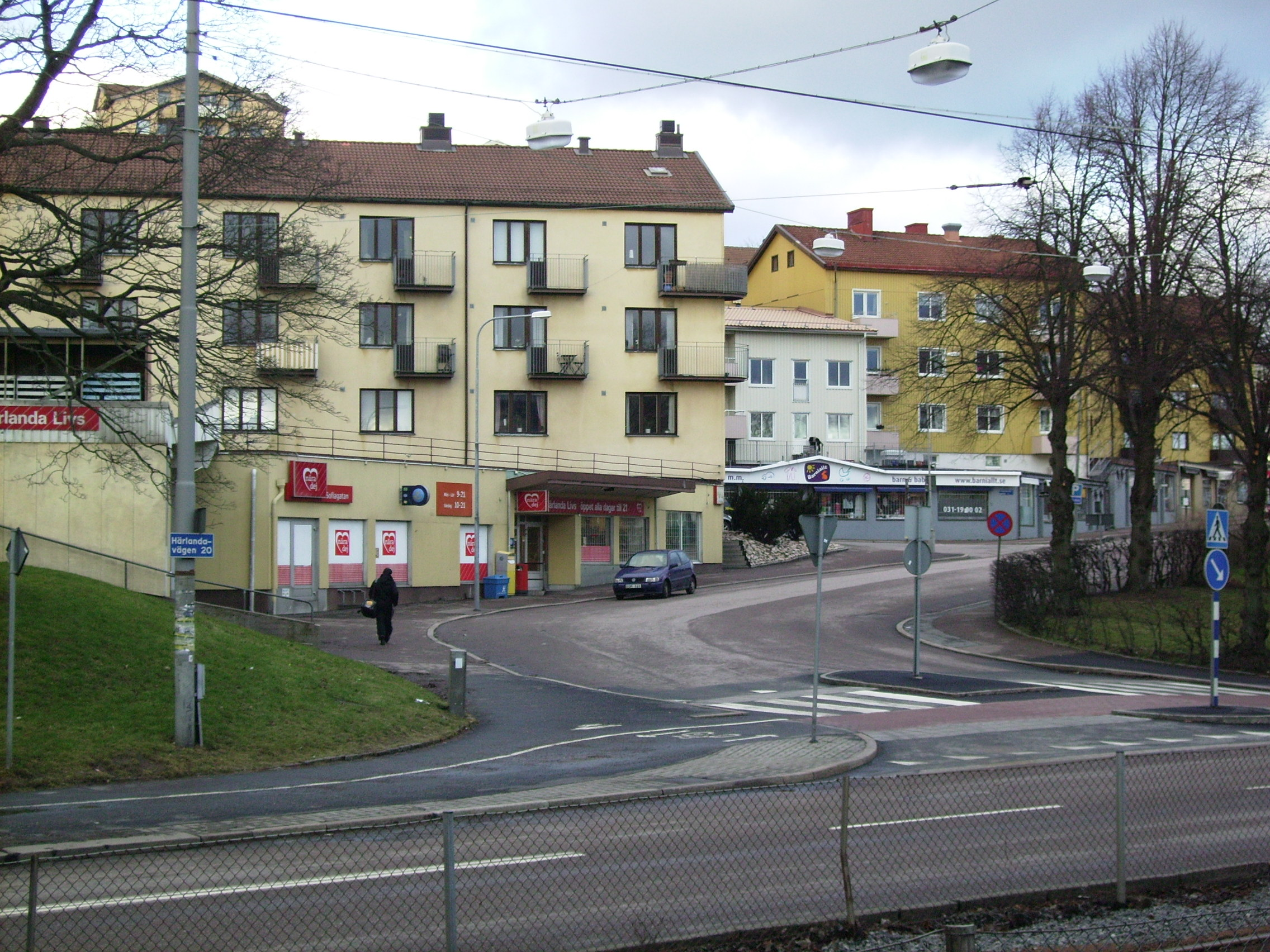
Sofiagatans nedre del uppför Strömmensberg, sedd från Härlandavägen i början av 2009.

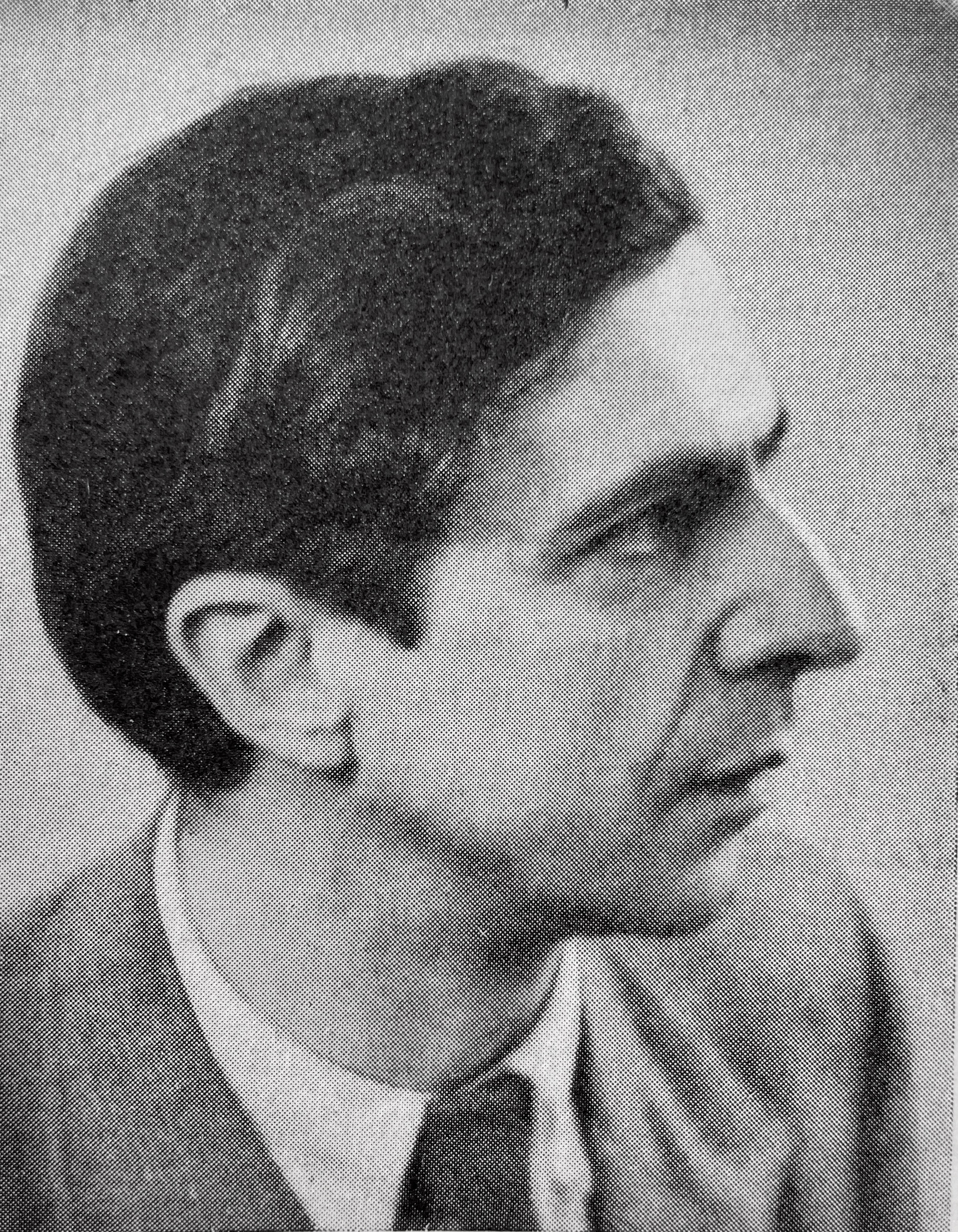
Gunnar Sundbärg, planarkitekt.

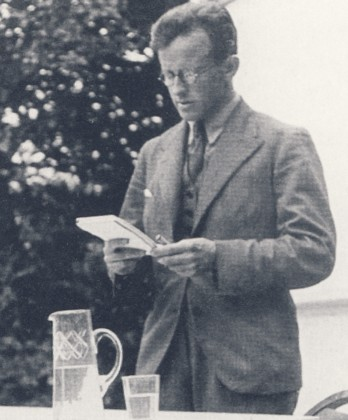
Arkitekten Uno Åhrén

Strömmensberg är ett område i stadsdelen och primärområdet Bagaregården, tidigare ingående i stadsdelsnämndsområdet Örgryte-Härlanda i Göteborg. Området kallades tidigare för Bagaregårdshöjden, Kristinedalshöjden eller Kristinedalsplatån. Medelåldern i området är 39 år, vilket är lägre än medelåldern i Göteborgs kommun (45 år) och Sverige (48 år).
Troligen har Strömmensberg fått sitt namn efter Olof Ström, som var brukspatron på Sävenäs säteri. Denne var kusin med Niclas Sahlgren och en av Ostindiska kompaniets största intressenter. Men på Ströms tid på 1700-talet var Strömmensbergs höjd obebyggd. Marken tillhörde därefter landeriet Bagaregården.
Stadsdelen Bagaregården började bebyggas på 1910-talet efter planer utarbetade av Albert Lilienberg. Nästa stadsingenjör för Göteborg blev Uno Åhrén, som gick drastiskt tillväga och rev upp Lilienbergs planer för Strömmensberg. Strömmensberg prospekterades först i slutet på 1930-talet, i funktionalismens anda, enligt planer av Gunnar Sundbärg. Stadsplaneringen av Strömmensberg blev godkänd 1938. Arkitekt Sundbärg hade i denna plan grupperat husen på ett sådant sätt, att de skulle ge lä åt kvarterens bostäder. För att gårdarna också skulle få sol byggdes sammanhängande huslängor kring dem. En butikslänga vid Sofiagatans nedre del kom att betjäna de boende i området. Sofiagatan har fått sitt namn till minne av Oscar II:s gemål Sofia av Nassau.
Söder om Sofiagatan är området utformat efter Lilienbergs plan och innehåller villor och radhus från 1920-talet, i det som utgör Vidkärrs trädgårdsstad.

## Gatorna
Strömmensberg ligger alltså högt. Många av dess gator har namn efter läget eller efter andra höga berg i Sverige, som Storhöjdsgatan, Sulitelmagatan, Sareks Trappgata, Ottfjällsgatan, Tomtebacksgatan (efter Tomtabacken i Småland) och Nordåsgatan, som ligger på norra sidan av Strömmensberg. Kobergsgatan har sedan 1939 sitt namn efter Koberget, som området tidigare kallades. Från Strömmensberg finns en utmärkt utsikt över de centrala delarna av Göteborg.
En del gator är döpta efter prominenta personer eller släkter som Frödingsgatan till minne av den gamla Göteborgssläkten Fröding. Dess förste medlem, grosshandlare Anders Fröding (1753-1809) var genom gifte ägare till Bagaregårdens landeri. Lefflersgatan har fått sitt namn till minne av släkten Leffler i Göteborg, vars namn är förknippat med landeriet Kristinedal. Gatan är belägen på dess gamla ägor. Wahlbergsgatan har sedan 1939 sitt namn efter forskningsresanden Johan August Wahlberg.
Morängatan har fått sitt namn efter moränbildningar i området, Kransen efter gatans form och Vidkärrsgatan sedan 1918 efter hemmanet Vidkärr. En bigata heter sedan 1933 Vidkärrsstigen.

## Referenser

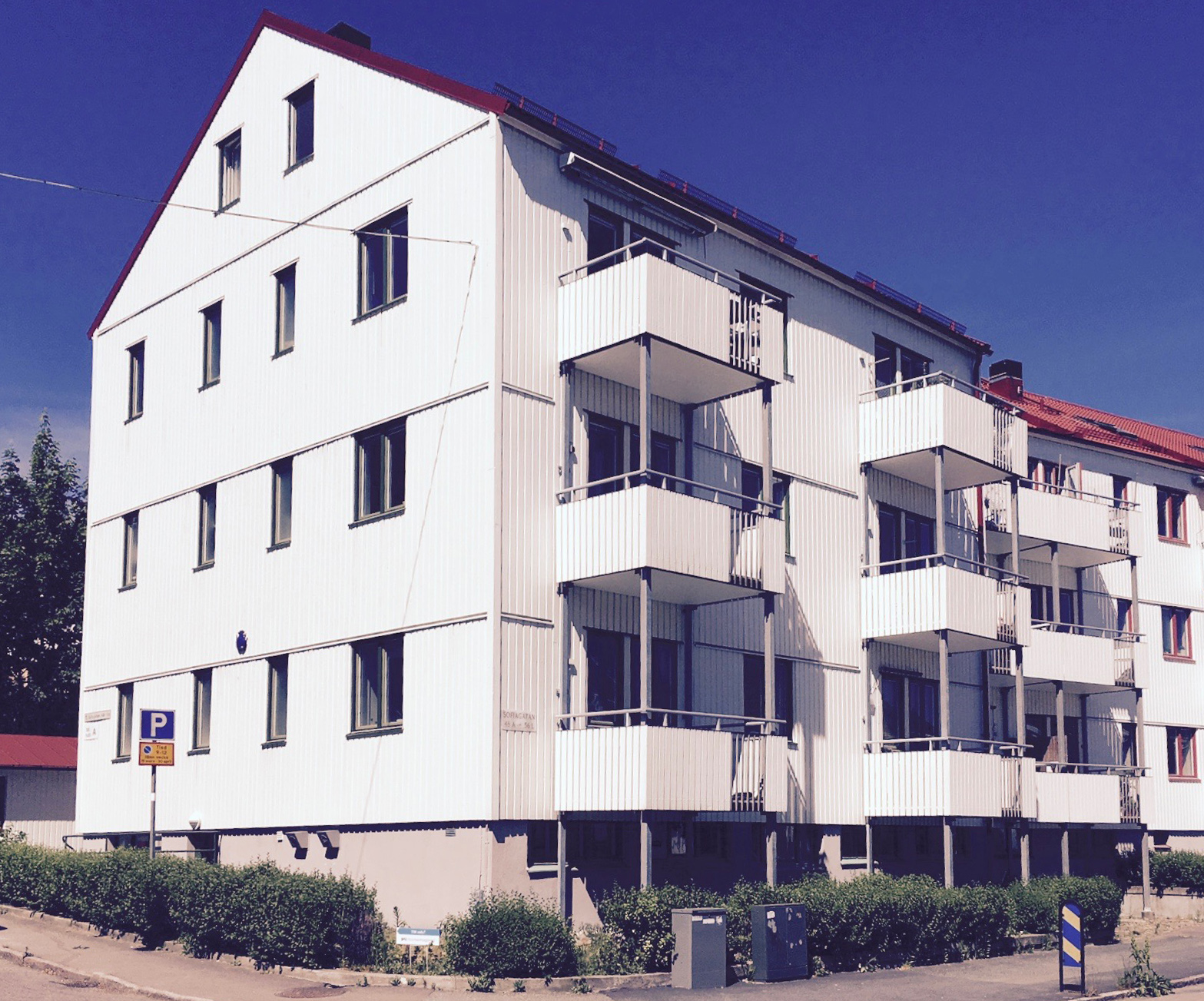
Sofiagatan 48 A i Strömmensberg är ett flerfamiljshus i kvarteret Helagsfjället, för HSB av arkitektkontoret R&W – arkitekterna Alfred Roth och Ingrid Wallberg uppfört 1929-1930.